# Diepenbruch (Solingen)
Diepenbruch war eine der Ortslagen und Hofschaften, die ab Ende des 19. Jahrhunderts in der expandierenden Stadt Ohligs aufgingen, die heute ein Stadtteil Solingens ist. 

## Lage und Beschreibung
Diepenbruch lag als kleine Hofschaft im Bereich der Einmündung der heutigen Diepenbrucher Straße in die Benrather Straße. Bis auf die östlich gelegene, neu entstandene Siedlung am Ohligser Feld ist das Gebiet heute ein über den einstigen Ort hinausreichendes gründerzeitliches Wohnquartier zwischen dem Haltepunkt Solingen-Vogelpark und dem Ohligser Stadtteilzentrum. Benachbarte Ortslagen sind bzw. waren (von Nord nach West): Broßhaus, Scheid, Ohligs, Piepers, Dunkelnberg, Honigsheide, Potzhof, Brabant und Kalstert.

## Etymologie
Der Ortsname Diepenbruch wird als tiefer Bruch gedeutet.

## Geschichte
Das Gebiet des heutigen Ohligser Stadtzentrums war noch im 19. Jahrhundert nur locker in einigen Ortslagen und Hofschaften besiedelt, darunter auch Diepenbruch, das sich nahe der ursprünglichen Hofschaft Ohligs befand und dessen Geschichte sich bis in das frühe 18. Jahrhundert zurückverfolgen lässt. Im Jahre 1715 ist der Ort in der Karte Topographia Ducatus Montani, Blatt Amt Solingen, von Erich Philipp Ploennies mit einer Hofstelle verzeichnet und als Diepenbrück benannt. Der Ort gehörte zur Honschaft Schnittert innerhalb des Amtes Solingen. In der Topographischen Aufnahme der Rheinlande von 1824 ist der Ort nicht verzeichnet. Die Preußische Uraufnahme von 1844 verzeichnet den Ort nur unbenannt an der Straße, die ihn mit Broßhaus verbindet. In der Topographischen Karte des Regierungsbezirks Düsseldorf von 1871 ist der Ort nur unbenannt verzeichnet.
1815/16 lebten 37, im Jahr 1830 44 Menschen im als Weiler bezeichneten Wohnplatz. 1832 war der Ort weiterhin Teil der Honschaft Schnittert innerhalb der Bürgermeisterei Merscheid, dort lag er in der Flur III. Ohligs. Der nach der Statistik und Topographie des Regierungsbezirks Düsseldorf als Hofstadt kategorisierte Ort besaß zu dieser Zeit sechs Wohnhäuser und zwei landwirtschaftliche Gebäude mit 42 Einwohnern, davon drei katholischen und 39 evangelischen Bekenntnisses. Die Gemeinde- und Gutbezirksstatistik der Rheinprovinz führt den Ort 1871 mit fünf Wohnhäusern und 45 Einwohnern auf.
Nach Gründung der Mairien und späteren Bürgermeistereien Anfang des 19. Jahrhunderts gehörte Diepenbruch zur Bürgermeisterei Merscheid, die 1856 zur Stadt erhoben und im Jahre 1891 in Ohligs umbenannt wurde.
Dem war 1867 die Eröffnung eines Bahnhofes auf freiem Feld bei Hüttenhaus vorausgegangen, des Bahnhofes Ohligs-Wald, der heute den Namen Solingen Hauptbahnhof trägt. Die nahegelegene größere Hofschaft Ohligs gewann an Bedeutung und entwickelte sich infolge der Nähe zu dem Bahnhof zu einem der Siedlungszentren in der Stadt Merscheid. Viele umliegende Ortslagen und Hofschaften verloren ihre solitäre Lage und gingen in der sich ausbreitenden geschlossenen gründerzeitlichen Bebauung der Stadt vollständig auf.:113 So auch Diepenbruch, das 1875 in der Karte vom Kreise Solingen aus dem Jahr 1875 noch als einzelne Ortslage und als Diepenbruch benannt verzeichnet ist, in der Preußischen Neuaufnahme von 1893 aber bereits in der zusammenhängenden Bebauung aufgegangen ist.
Mit der Städtevereinigung zu Groß-Solingen im Jahre 1929 wurde der Ort nach Solingen eingemeindet. Die Ortsbezeichnung ist bis auf den Straßennamen heute nicht mehr gebräuchlich.